# 星際怪客
《星際怪客》（英語：Deceit）是一部1990年美國科幻片，由亞伯特·派努執導，莎曼莎·菲力浦絲、諾伯·威瑟和斯科特·帕林主演。劇情描述兩名外太空外星人造訪地球，意圖將其炸毀，但他們遇到了一位性感女郎，並決定推遲地球的毀滅，以便佔她便宜。電影1990年7月10日在英國率先以錄影帶首映發行，1993年8月25日才在美國以同樣的方式發行。

## 演員
- 莎曼莎·菲力浦絲（英语：Sam Phillips (model)）飾演依芙·班迪巴克（Eve Bendibuckle）
- 諾伯·威瑟（英语：Norbert Weisser）飾演貝理／法恩斯沃斯三世（Bailey / Farnsworth III）
- 斯科特·帕林（英语：Scott Paulin）飾演貝里克·巴爾多（Brick Bardo）
- 黛安·狄佛（Diane Defoe）飾演威瑪·弗恩巴克（Wilma Fernbacker）
- 克里斯汀·安德魯斯（Christian Andrews）飾演海瑞·惠特利（Hiram Whatley）
- 卡西·克魯斯（Kassi Crews）飾演刺客

## 製作
《星際怪客》在三天內完成拍攝。片中除了一個立方體之外沒有任何電腦特效，且絕大多數都在同一場景拍攝。導演亞伯特·派努稱，以喜愛的前衛方式製作本片。

## 備註
1. ↑  部分網站標記為1989年。

## 外部連結
- 互联网电影数据库（IMDb）上《星際怪客》的资料（英文）
- 爛番茄上《星際怪客》的資料（英文）